# رايان إير الرحلة 4978
رحلة رايان إير4978 هي رحلة مسافرين دولية مجدولة بشكل منتظم من مطار أثينا الدولي، اليونان، حتى مطار فيلنيوس، ليتوانيا، وتديرها شركة باز البولندية الفرعية. بتاريخ 23 مايو 2021، وأثناء وجودها في المجال الجوي البيلاروسي، حولت الحكومة البيلاروسية مسارها إلى مطار مينسك الدولي حيث اعتقلت السلطات اثنين من ركابها هما الناشط والصحفي المعارض رومان بروتاسيفتش وصديقته صوفيا سابيغا. رافقت الرحلة إلى مينسك طائرة مقاتلة بيلاروسية بحجة التهديد بوجود قنبلة، وذلك وفقًا لأوامر من رئيس بيلاروسيا ألكسندر لوكاشينكو. سمح للطائرة بالمغادرة بعد سبع ساعات لتصل فيلنيوس متأخرة ثماني ساعات ونصف.
أدان الاتحاد الأوروبي، وحلف شمال الأطلسي، والمملكة المتحدة، والولايات المتحدة وغيرهم هذا الفعل، إضافة إلى بعض سلطات الطيران المدني، في حين أيد المسؤولون الروس بيلاروسيا. أصدر الاتحاد الأوروبي ووكالة سلامة الطيران الأوروبية توجيهات بمنع خطوط الطيران الأوروبية من التحليق في المجال الجوي البيلاروسي.

## الطائرة المشاركة
كان الطائرة المشاركة من طراز بوينغ 737-800 وعمرها أربع سنوات ومسجلة في بولندا برقم تسجيل SP-RSM. دخلت الطائرة الخدمة مع شركة رايان إير في مايو 2017 وسجلت برمز تسجيل EI-FZX في إيرلندا، ونقلت إلى رايان إير سان في سجل الطائرات البولندي برمز تسجيل SP-RSM في نوفمبر 2019.

## الحادثة
بتاريخ 23 مايو 2021، حول مسار رحلة رايان إير4978 (أثينا-فيلنيوس)، التي تديرها شركة باز الفرعية، وهي طائرة من طراز بوينغ 737-800 تحمل 6 من أفراد الطاقم و126 مسافر، إلى مطار مينسك الدولي بعد أن أوردت السلطات البرية وجود قنبلة على متنها، في حين كانت الطائرة على بعد 45 ميل بحري (83 كم؛ 52 ميل) جنوبي فيلنيوس و90 ميل بحري (170 كم؛ 100 ميل) غربي مينسك، لكن ما تزال في المجال الجوي البيلاروسي. وفقًا لشركة الخطوط الجوية، فقد أخبرت السلطات البيلاروسية الطيارين على متنها «بوجود تهديد أمني محتمل على متن الطائرة»، وطلبت منهم الهبوط في مينسك. دخلت الطائرة المجال الجوي البيلاروسي في الساعة 12.30، وبعد ذلك مباشرة ورد من مراقبة الحركة الجوية البيلاروسية (إيه تي سي) وجود «تهديد القنبلة». في الساعة 12.33، ذكرت مراقبة الحركة الجوية ورود رسالة بريد إلكتروني من إرهابيين إلى مطار مينسك. وفقًا لميشيل أوليري، المدير التنفيذي لشركة رايان إير، فقد أخبرت مراقبة الحركة الجوية الطيارين البيلاروس عن وجود قنبلة على متن الطائرة، وسيتم تفجيرها إذا دخلت الطائرة المجال الجوي الليتواني، وبالتالي يجب تحويلها إلى مينسك. قال إن الطيارين حاولوا التواصل مع شركة رايان إير لكن مراقبة الحركة الجوية البيلاروسية كذبت عليهم قائلة إنهم لم يردوا على الهاتف.
طلب الرئيس الروسي ألكسندر لوكاشينكو، وفقًا لإدارة الصحافة الخاصة به، أن تتم إعادة توجيه الطائرة إلى مينسك بمرافقة طائرة مقاتلة ميغ-29 من سلاح الجو البيلاروسي. قالت وكالة الأنباء الحكومية البيلاروسية بيتا إن الطيارين طلبوا الهبوط في مينسك. قالت الشرطة البيلاروسية ونظام شركة رايان إير أنه لم يتم إيجاد أي قنبلة على متن الطائرة.
كان مسار الرحلة ذات الرقم FR4978 فوق بيلاروسيا في 23 مايو قد أصبح غير معتاد حتى قبل عملية الالتفاف. وفقًا لموقع فلايت رادار24، لوحظ أن الطائرة لم تبدأ بالانحدار إلى الأسفل فوق بيلاروسيا، على الرغم من أن هذا ما تقوم به عادة تحضيرًا للهبوط في فيلنيوس. أحد الاحتمالات لحدوث ذلك هي أن الطيارين حاولوا الحفاظ على المسار الأصلي من أجل الدخول في المجال الجوي الليتواني بأسرع ما يمكن، لكنهم أجبروا على التحويل إلى مينسك بعد تدخل المقاتلة البيلاروسية.

## المسافرون
بعد الهبوط في مينسك، أُخرج الناشط البيلاروسي المعارض رومان بروتاسيفيتش من الطائرة واعتقل على أساس أنه كان مدرجًا في قائمة المطلوبين البيلاروسية. أخرجت أيضًا صديقته، صوفيا سابيغا، مواطنة روسية، واعتقلت دون إعطاء أي توضيحات أو أسباب. أكدت جامعة العلوم الإنسانية الأوروبية في فيلنيوس أنها محتجزة وطالبت بالإفراج عنها. ما تزال سابيغا، التي تواجه ثلاثة تهم جنائية «تصل عقوبة كل منها إلى السجن من ثلاثة إلى 15 عامًا»، محتجزة مدة شهرين بعد رفض استئنافها.
دعت زعيمة المعارضة البيلاروسية سفياتلانا تسيخانوسكايا منظمة الطيران المدني الدولي (آي سي إيه أو) إلى إجراء تحقيق بالحادثة. أدرجت بيلاروسيا بروتاسيفيتش ضمن قائمة «الأفراد المتورطين في نشاط إرهابي» في السنة السابقة بسبب دوره في الاحتجاجات المناهضة للحكومة. صرحت تسيخانوسكايا أن بروتاسفيتش «يواجه عقوبة الإعدام» في بيلاروسيا. وفقًا لبعض المسافرين، طلب بروتاسفيتش من طاقم الطائرة اللجوء، لكنه رُفض بسبب الاتفاقات القانونية لشركة رايان إير. وقال لمسافر آخر أثناء مغادرته «عقوبة الإعدام تنتظرني هنا». قال مصدر آخر أن بروتاسفيتش يواجه عقوبة خمسين عام بسبب دعمه «للمجموعات الإرهابية» في بيلاروسيا.
وفقًا لمصادر مقربة من تسيخانوسكايا، فإن بروتاسفيتش لاحظ أنه كان تحت المراقبة في مطار أثينا. ذكر في رسائله أن رجلًا كان إلى جانبه على الخط وفي نقطة التفتيش حاول التقاط صور لوثائق سفره. إضافة إلى ذلك، قال تاديوش غيتشان، عضو في قناة نيكستا تيليغرام التي حررها سابقًا بروتاسفيتش، إن ضباط لجنة أمن الدولة البيلاروس (كي جي بي) كانوا على متن الطائرة، وإنهم «بدأوا شجارًا مع طاقم طائرة رايان إير»، وأصروا أن هناك قنبلة على متن الطائرة. قالت متحدثة باسم شركة المطارات الليتوانية، لينا بيسين، لوكالة فرانس بريس للأنباء إن مطار مينسك الدولي قال إن مسار الطائرة قد حول نتيجة «حدوث نزاع بين أحد أفراد الطاقم مع المسافرين».
نزل ثلاثة ركاب في مينسك إضافة إلى رومان بروتاسفيتش وصوفيا سابيغا، من ضمنهم مواطنين بيلاروسيين ومواطن يوناني. بعد التكهنات بأن المسافرين كانوا أعضاء في لجنة أمن الدولة البيلاروسية، بث التلفزيون الحكومي البيلاروسي مقطع فيديو لثلاثة أشخاص يقولون إنهم اختاروا البقاء في مينسك، من ضمنهم رجل يوناني قال إنه كان مسافرًا إلى مينسك وكان سيأخذ رحلة طيران مكملةً من فيلنيوس إلى مينسك بكافة الأحوال. صرح مسؤول حكومي يوناني أن التحقيق لم يشر إلى وجود رابط بين المواطن اليوناني والحادثة. قال المسافران الآخران إنهما أيضًا أرادا النزول في مينسك.
سمح للطائرة بالإقلاع بعد سبع ساعات على أرض مينسك، ووصلت فيلنيوس متأخرةً ثماني ساعات ونصف. أشار المسافرون إلى أنهم اضطروا للانتظار ساعتين ونصف بدون مياه أو استراحات لدورات المياه، أو اتصالات هاتفية، في الحين الذي كان يجري فيه 50 إلى 60 ضابط أمن بيلاروسي في مطار مينسك تفتيشًا تضمن فحص بطن الطائرة بحثًا عن القنابل.